# Chorlton-cum-Hardy
Chorlton-cum-Hardy lub Chorlton – dzielnica miasta Manchester, w Anglii, w hrabstwie Wielki Manchester, w dystrykcie metropolitalnym Manchester. W 2011 roku dzielnica liczyła 14 138 mieszkańców.